# کوتلووو (کورشوملییا)
کوتلووو (به صربی: Kutlovo) یک منطقهٔ مسکونی در صربستان است که در کورشوملیا واقع شده‌است. کوتلووو ۳۷ نفر جمعیت دارد.